# Yu Suzuki
Yu Suzuki (鈴木 裕?, Suzuki Yū; Iwate, 10 giugno 1958) è un autore di videogiochi e imprenditore giapponese.

Per oltre vent'anni è stato la mente dietro a molti dei titoli che resero popolare il brand SEGA ed è noto per diverse serie diventate veri e propri classici, come OutRun e After Burner, ma anche Virtua Fighter e Shenmue.

## Biografia
Nato e cresciuto in Giappone, Suzuki si è specializzato in Scienze Elettroniche all'Università della Scienza di Okayama. Si è unito alla SEGA nel 1983 come programmatore, e nel suo secondo anno di carriera ha creato un gioco arcade simulatore di guida chiamato Hang-On. Dopo Hang-On, Suzuki ha pubblicato il suo sequel Super Hang-On e parecchi altri titoli di successo come Out Run e After Burner II.
Nel 1993, Suzuki ha creato Virtua Fighter, un picchiaduro in grafica 3D, divenuto subito molto popolare.
Shenmue, creato da Suzuki per il Sega Dreamcast, ha dato origine a un nuovo sottogenere dei giochi di ruolo, staccandolo dall'impronta tipica che contraddistingue quel genere di giochi per ridimensionarlo con un concetto proprio di Suzuki chiamato "FREE" (Full Reactive Eyes Entertainment). La storia, la grafica e il sistema innovativo è di molto superiore a tutti i giochi precedenti. Shenmue è anche il gioco più costoso di sempre per quanto riguarda lo sviluppo (sono stati stimati 20 milioni di dollari americani come spesa complessiva).
Uno dei giochi più notevoli di Suzuki è Ferrari F355 Challenge, un simulatore di guida creato grazie ad un accordo con Ferrari. Il gioco ha attirato su di sé l'attenzione non solo dell'industria videoludica, ma anche di quella automobilistica.
Nel 2003 Suzuki è diventato la sesta persona ad essere introdotta nella Hall Of Fame dell'Accademia delle Arti Interattive e delle Scienze. Nello stesso anno, ha lasciato AM2 per formare un MMO Studio chiamato DigitalRex. Erano stati annunciati quattro nuovi giochi: Psy-Phi, Shenmue Online, Sega Race TV e un gioco sportivo, ma quest'ultimo e Shenmue Online furono cancellati durante lo sviluppo, mentre Psy-Phi subì ritardi per il passaggio dalle schede Chihiro alla scheda Lindbergh e dopo essere stato completato venne presentato ad alcune fiere, ma mai commercializzato e infine scomparve anch'esso dai listini.
Il vero scopo del nuovo studio, tuttavia, era di conquistare il sempre più crescente mercato asiatico dei MMORPG tramite il progetto Shenmue Online. Numerosi problemi durante lo sviluppo fecero sì che anche quel progetto venisse cancellato, dopo uno sviluppo che comunque costò a SEGA 26 milioni di dollari.
A quattro anni di distanza dal suo abbandono di AM2, Yu Suzuki ha finalmente pubblicato un nuovo gioco arcade di corse automobilistiche, Sega Race TV, sotto il nome di AM Plus. Il gioco è stato pubblicizzato poco e distribuito ancora peggio, e dopo la sua uscita Suzuki ha ripreso il ruolo di consulente per AM2.

## Giochi creati da Yu Suzuki
| Titolo                       | Anno d'uscita                 | Piattaforma                      | Ruolo              |
| ---------------------------- | ----------------------------- | -------------------------------- | ------------------ |
| Hang-On                      | 1985                          | Sega Space Harrier hardware      | Producer           |
| Space Harrier                | 1985                          | Sega Space Harrier hardware      | Producer           |
| Super Hang-On                | 1986                          | Sega Space Harrier hardware      | Producer           |
| Out Run                      | 1986                          | Sega Out Run hardware            | Producer           |
| After Burner II              | 1987                          | Sega X Board                     | Producer           |
| Power Drift                  | 1988                          | Sega Y Board                     | Producer           |
| Turbo Outrun                 | 1989                          | Sega Out Run hardware            | Producer           |
| Virtua Racing                | 1992                          | Sega Model 1                     | Producer           |
| Virtua Fighter               | 1993                          | Sega Model 1                     | Director, Producer |
| Virtua Cop                   | 1994                          | Sega Model 2                     | Producer           |
| Virtua Fighter 2             | 1994                          | Sega Model 2                     | Producer           |
| Virtua Cop 2                 | 1995                          | Sega Model 2                     | Producer           |
| Virtua Fighter 3             | 1996                          | Sega Model 3                     | Producer           |
| Ferrari F355 Challenge       | 1999                          | Sega NAOMI                       | Producer           |
| Shenmue                      | 1999                          | Sega Dreamcast                   | Director, Producer |
| Virtua Fighter 4             | 2001                          | Sega NAOMI 2                     | Producer           |
| Shenmue II                   | 2001 (Dreamcast), 2003 (Xbox) | Sega Dreamcast, Xbox             | Director, Producer |
| Propeller Arena (cancellato) | 2001                          | Sega Dreamcast                   | Producer           |
| Virtua Fighter 4 Evolution   | 2002                          | Sega NAOMI 2                     | Producer           |
| Virtua Fighter 4 Final Tuned | 2003                          | Sega NAOMI 2                     | Producer           |
| OutRun 2                     | 2003                          | Sega Chihiro                     | Producer           |
| Psy-Phi (cancellato)         | 2006                          | Sega Lindbergh                   | Producer           |
| Shenmue III                  | 2019                          | PlayStation 4, Microsoft Windows | Director, Producer |
| Air Twister                  | 2022                          | iPhone, iPad, Playstation 5      | Director, Producer |
| Steel Paws                   |                               | Netflix Games                    | Director, Producer |